# Liquid Glass (дизайн Apple)
Liquid Glass (с англ. — «Жидкое стекло») — визуальный язык и система дизайна, представленная компанией Apple Inc. 9 июня 2025 года на конференции WWDC 2025. Liquid Glass стал основой пользовательских интерфейсов в операционных системах iOS 26, iPadOS 26, macOS Tahoe, watchOS 26, tvOS 26 и visionOS 26. Данный стиль характеризуется использованием эффектов стеклянности, динамической прозрачности и оптической глубины. 

## История
После длительного использования плоского и минималистского дизайна, начатого с iOS 7 (2013), Apple постепенно возвращалась к более насыщенной и текстурной визуальной среде. Liquid Glass был официально анонсирован 10 июня 2025 года в ходе вступительной презентации WWDC. По заявлениям Apple, это «самый масштабный редизайн с момента перехода на flat-дизайн в 2013 году».

## Особенности
Визуальный стиль Liquid Glass использует визуальные эффекты, имитирующие реалистичное стекло:
- Полупрозрачность и рассеивание света — интерфейсные элементы «преломляют» фон и реагируют на освещение.
- Глубина и слои — визуальные уровни имитируют стеклянные панели, наложенные друг на друга.
- Динамическая адаптация — элементы изменяются в зависимости от контекста: навигация становится плавной, а фоны реагируют на движение[5].

## Унификация интерфейсов
Liquid Glass обеспечивает единый визуальный подход на всех платформах Apple. Навигационные элементы, кнопки, окна и панели выглядят и функционируют одинаково на iPhone, iPad, Mac, Apple Watch и Vision Pro.

## Реализация
Liquid Glass был внедрён в:
- iOS 26 и iPadOS 26 — переработанные домашний экран, центр управления и виджеты.
- macOS Tahoe — новые прозрачные окна, боковые панели и меню.
- visionOS 26 — интерфейс дополненной реальности с улучшенными эффектами глубины и фокусировки.
- watchOS 26 — обновлённые циферблаты и элементы управления с эффектом "живого стекла".

## Инструменты для разработчиков
Apple представила API и компоненты в SwiftUI, позволяющие разработчикам использовать Liquid Glass в сторонних приложениях. Это включает средства для настройки прозрачности, освещения, глубины и анимации.

## Реакция и критика
Liquid Glass получил смешанные отзывы. Многие отмечают его сходство с классическими эффектами прозрачности Windows Aero (2007) и указывают на возвращение интереса к эстетике "стеклянного" интерфейса, отсутствие новизны. Также пользователи указывают на плохую читаемость, низкую контрастность текста на прозрачных фонах и чрезмерную разреженность элементов интерфейса.